# Główna grań odnogi Krywania

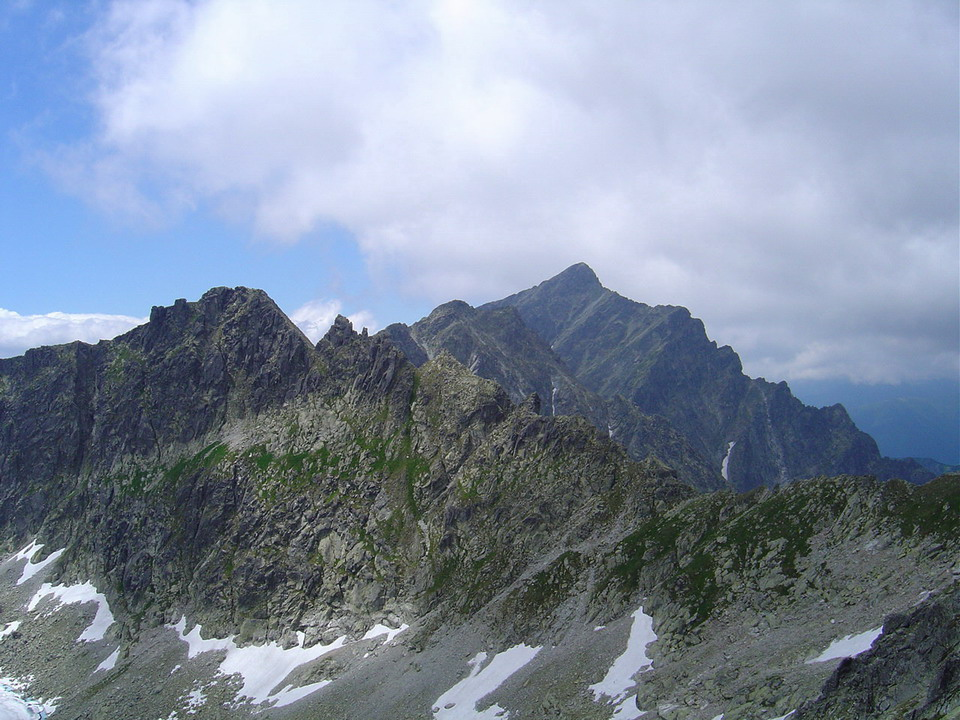
Fragment grani od Furkotu po Krywań

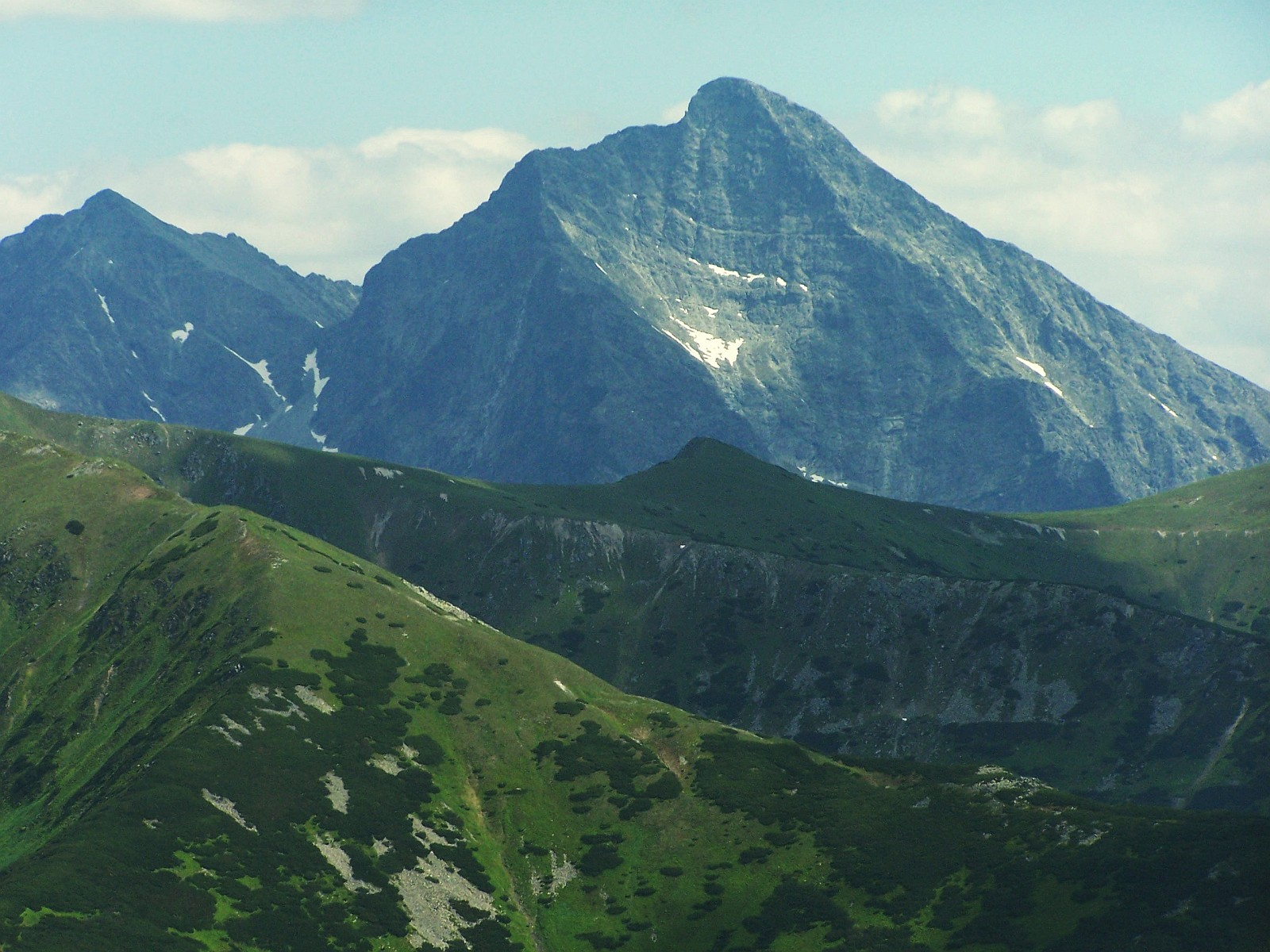
Fragment grani (Krywań i Krótka)

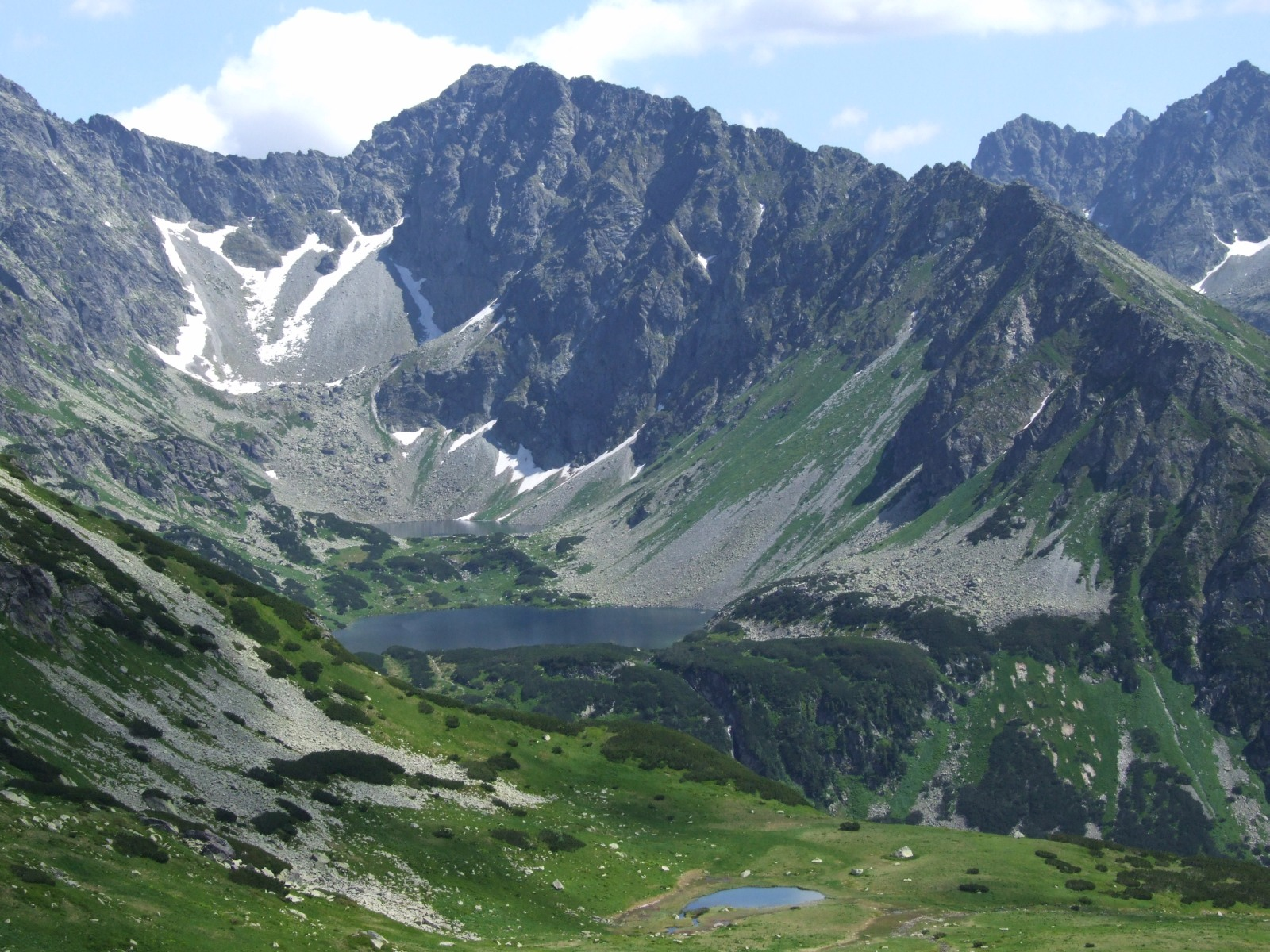
Fragment grani: Cubrynka, Koprowy Wierch, Hlińska Turnia, Szczyrbski Szczyt

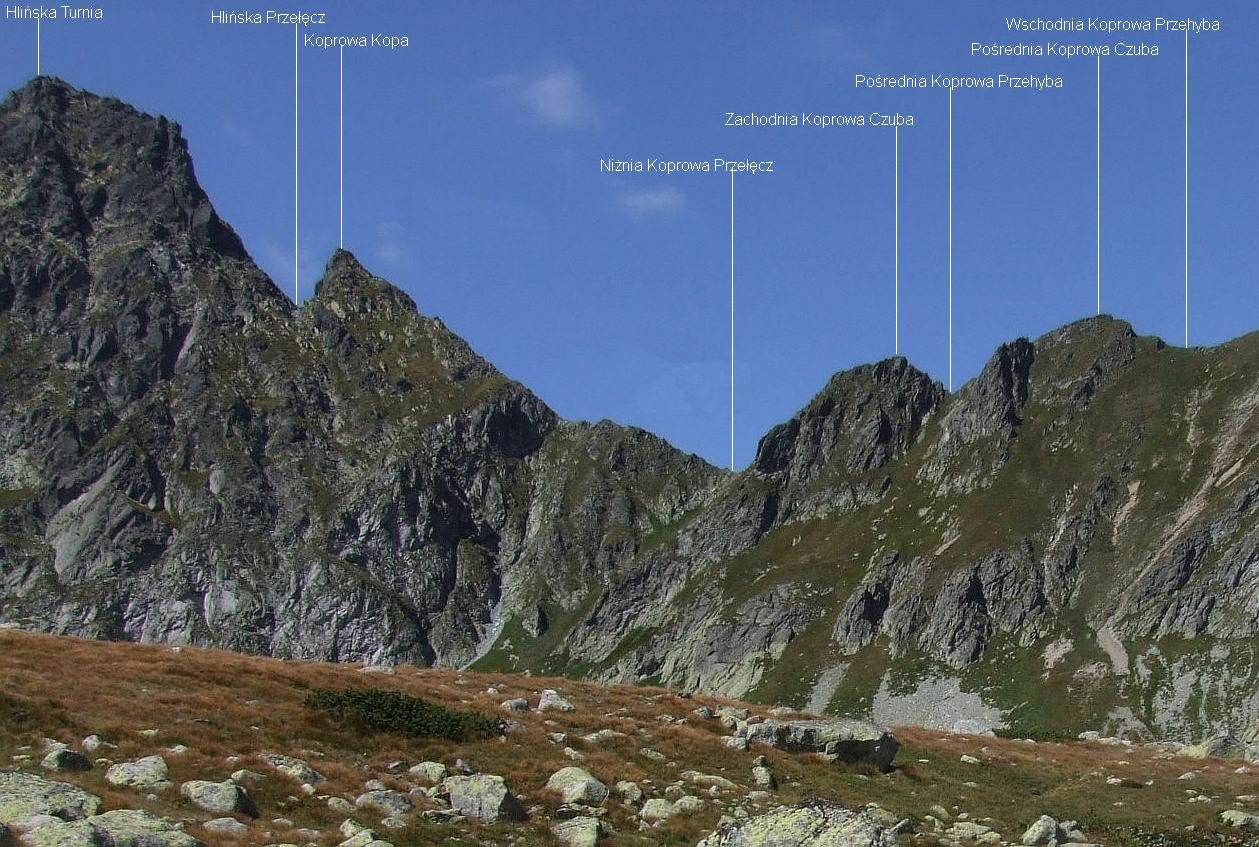
Fragment grani od Koprowych Czub po Hlińską Turnię

Główna grań odnogi Krywania (słow. Hlavná os hrebeňa Kriváňa) – długa boczna grań odgałęziająca się od grani głównej Tatr w Cubrynie i przebiegająca w kierunku południowo-zachodnim. Grań ta, całkowicie znajdująca się na obszarze słowackich Tatr Wysokich, ma kręty przebieg, wielokrotnie zmienia kierunek. Oddziela znajdującą się po jej zachodniej stronie i biegnącą równolegle do niej Dolinę Koprową z jej odgałęzieniami od znajdujących się po wschodniej stronie, poprzecznie do głównej osi grani dolin: Mięguszowieckiej, Młynickiej, Furkotnej, Ważeckiej i Bielańskiej.

## Przebieg grani
Szczyty zwornikowe, od których odchodzą boczne granie, zostały pogrubione. W grani kolejno (w kierunku od północy na południe) znajdują się:
- Cubryna (Čubrina) 2376 m
- Cubryńska Przełączka (Čubrinská štrbina) 2290 m
- Cubrynka (Čubrinka) 2310 m
- Zadnia Piarżysta Przełęcz (Sedlo pod Čubrinkou)
- Piarżyste Czuby (Piargový chrbát)
- Skrajna Piarżysta Przełęcz (Temnosmrečinské sedlo)
- Koprowy Wierch (Kôprovský štít) 2367 m. Zwornik dla grani Pośredniego Wierszyka
- Koprowa Przehyba (Kôprovská priehyba)
- Koprowe Ramię (Kôprovské plece)
- Wyżnia Koprowa Przełęcz (Vyšné Kôprovské sedlo) 2180 m
- Koprowe Czuby (Kôprovský chrbát)
  - Wschodnia Koprowa Czuba (Východný kôprovský hrb)
  - Wschodnia Koprowa Przehyba (Východná Kôprovská priehyba)
  - Pośrednia Koprowa Czuba (Prostredný kôprovský hrb)
  - Zachodnia Koprowa Przehyba (Západná Kôprovská priehyba)
  - Zachodnia Koprowa Czuba (Západný kôprovský hrb)
- Niżnia Koprowa Przełęcz (Nižné Kôprovské sedlo) 2120 lub 2094 m)
- Mała Koprowa Turnia (Kôprovská veža) 2250 m
- Hlińska Przełęcz (Hlinské sedlo) ok. 2120 m
- Hlińska Turnia (Hlinská veža) 2330 m. Zwornik dla Grani Baszt
- Młynicka Przełęcz (Mlynické sedlo) ok. 2300 m
- Poroże (Parohy)
- Szczyrbski Szczyt (Štrbský štít) 2385 m
- Szczyrbska Przełęcz (Štrbské sedlo) ok. 2180 m
- Szczyrbskie Zęby (Štrbské zuby)
- Szczyrbska Szczerbina (Štrbská štrbina)
- Szczyrbska Turniczka (Štrbská vežička) 2229 m
- Przełączka nad Małym Ogrodem (Štrbina nad Malou záhradkou) ok. 2260 m
- Przechód nad Małym Ogrodem (Priechod nad Malou záhradkou) ok. 2290 m
- Kolista Turnia (Veža nad Okrúhlym plesom) 2323 m
- Przełączka nad Wielkim Ogrodem (Štrbina nad Veľkou záhradkou) ok. 2315 m
- Młynicka Turnia (Mlynická veža) ok. 2335 m
- Hruba Przehyba (Hrubá priehyba) ok. 2305 m
- Hruby Wierch (Hrubý vrch) 2428 m. Zwornik dla Grani Hrubego
- Hruby Przechód (Hrubý priechod)
- Furkotna Przehyba (Furkotská priehyba) ok. 2380 m
- Furkot (Furkotský štít) 2405 m. Zwornik dla Grani Soliska
- Furkotna Przełęcz (Furkotské sedlo) ok. 2277 m
- Mała Furkotna Turnia (Malá Furkotská veža)
- Niżnia Furkotna Ławka (Nižná furkotská štrbina)
- Pośrednia Furkotna Turnia (Prostredná Furkotská veža)
- Pośrednia Furkotna Ławka (Prostredná furkotská štrbina)
- Wielka Furkotna Turnia (Furkotská veža)
- Wyżnia Furkotna Ławka (Vyšná furkotská štrbina)
- Ostra (Ostrá) 2350 m. Zwornik dla południowej grani Ostrej
- Niewcyrska Przełęcz (Nefcerské sedlo) ~ 2270 m
- Krótka (Krátka) 2365 m. Zwornik dla dwóch bocznych grani: południowej Jamskiej Grani i północnej grani Krótkiej Strażnicy
  - wschodni wierzchołek Krótkiej (Východná Krátka)
  - Krótka Szczerbina Wyżnia (Východná Krátka štrbina)
  - pośredni wierzchołek Krótkiej (Prostredná Krátka) 2365 m
  - Krótka Szczerbina Niżnia (Západná Krátka štrbina)
  - północno-zachodni wierzchołek Krótkiej (Západná Krátka)
- Szpara (Špára) 2176 m
- Ramię Krywania (Rameno Kriváňa) 2395 m. Zwornik dla Krywańskiej Grani
- Przehyba Ramienia (Priehyba Ramena)
- Krywań (Kriváň) 2494 m. Zwornik dla dwóch bocznych grani: Pawłowego Grzbietu i grani Małej Krywańskiej Baszty
- Krywański Garb (Krivánsky hrb) 2281 m
- Siodło nad Przehybami (Sedlo nad priehybami)
- Wyżnia Przehyba (Vyšná priehyba) 1992 m. Zwornik dla bocznej grani Krywańskiej Kopy
- Siodło między Przehybami (Sedlo priehyb)
- Niżnia Przehyba (Nižná priehyba) ok. 1779 m
- Gronikowska Przehyba (Grúnikova priehyba)
- Gronik (Grúnik) 1575 m.

Ponadto nadano nazwy następującym formacjom skalnym na stokach tej grani: Żleb Petrika (Petrikov žľab), Mały Ogród (Malá záhradka), Wielki Ogród (Veľká záhradka), Hruba Bula (Hrubá kôpka) ~ 1950 m.